# ولادیمیر دوروخوف
ولادیمیر دوروخوف (روسی: Владимир Вячеславович Дорохов؛ زادهٔ ۱۸ فوریهٔ ۱۹۵۴) بازیکن والیبال اهل شوروی بود.